# Ипиранга (футбольный клуб, Санта-Крус-ду-Капибариби)
«Ипиранга» (порт.-браз. Sociedade Esportiva Ypiranga Futebol Clube) — бразильский футбольный клуб представляющий город Санта-Крус-ду-Капибариби штата Пернамбуку. В 2013 году клуб выступал в Серии D Бразилии.

## История
Клуб основан 3 августа 1938 года, профессиональный статус носит с 1993 года. Домашние матчи проводит на арене «Лимейран», вмещающей 7 000 зрителей. Лучший результат клуба в чемпионате штата Пернамбуку является 3-е место в 2006 году. В Серии C Бразилии «Ипиранга», провёл два сезона, в 1995 году он занял 82-е место, а в 2006 64-е место. В 2012 и 2013 годах клуб играл в Серии D чемпионата Бразилии и занимал 28 и 23-е места соответственно.

## Достижения
- Чемпион второго дивизиона Лиги Пернамбукано (1): 2004.